# Antonina Melnikova
Antonina Melnikova (n. 19 februarie 1958, Rahačoŭ⁠(d), RSS Bielorusă, URSS) este o caiacistă ce a reprezentat Uniunea Republicilor Sovietice Socialiste, medaliată olimpică. A participat la o ediție a Jocurilor Olimpice (1980) în care a câștigat o medalie de bronz.

## Participări
Lista de mai jos prezintă principalele competiții la care a participat Antonina Melnikova de-a lungul carierei.
- canoeing at the 1980 Summer Olympics – women's K-1 500 metres[*]